# Antic alfabet uigur
L'antic alfabet uigur fou l'alfabet usat per representar l'antic uigur, una varietat de l'antic turc parlat a Turfan i Gansu, que és l'antecessor de l'uigur modern. El terme "antic uigur" referit a aquest alfabet és enganyós, ja que el regne de Qocho, regne dels tocari-uigur creat el 843, utilitzava originàriament l'antic alfabet turquès. Els uigurs van adaptar aquest sistema d'escriptura dels habitants de la zona quan van emigrar al Turfan després del 840. Era una adaptació de l'alfabet arameu usat en textos amb continguts budistes, maniqueus i cristians dels anys 700-800 al Turfan. Els últims manuscrits coneguts daten del segle xviii. Va ser l'antecedent de l'alfabet mongol i l'alfabet manxú. L'antic alfabet uigur va ser portat a Mongòlia per Tata-tonga.

## Galeria

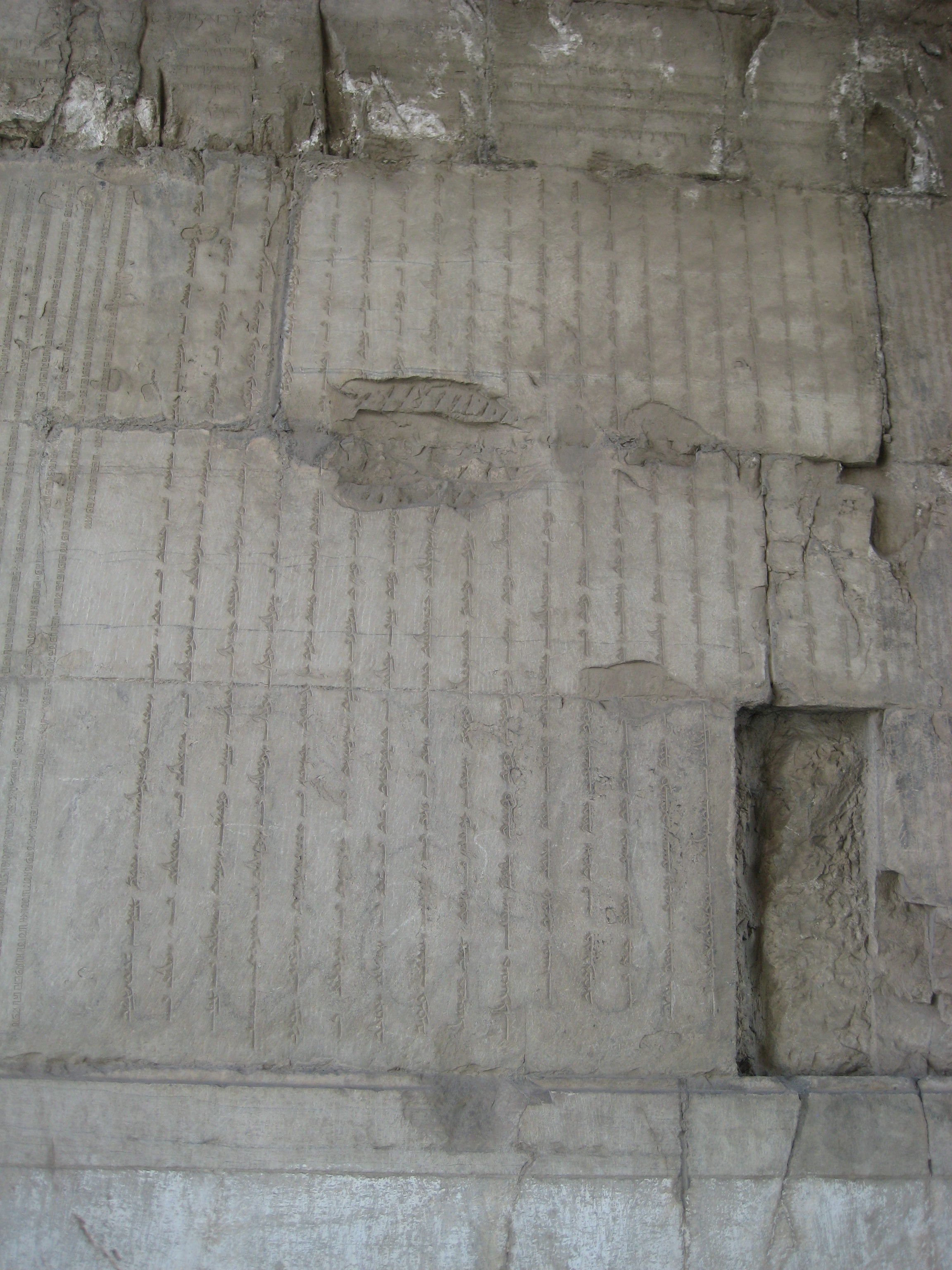
Inscripció budista de la dinastia Yuan Buddhist escrita en antic uigur al mur oest de la Plataforma dels núvols al pas de Juyong
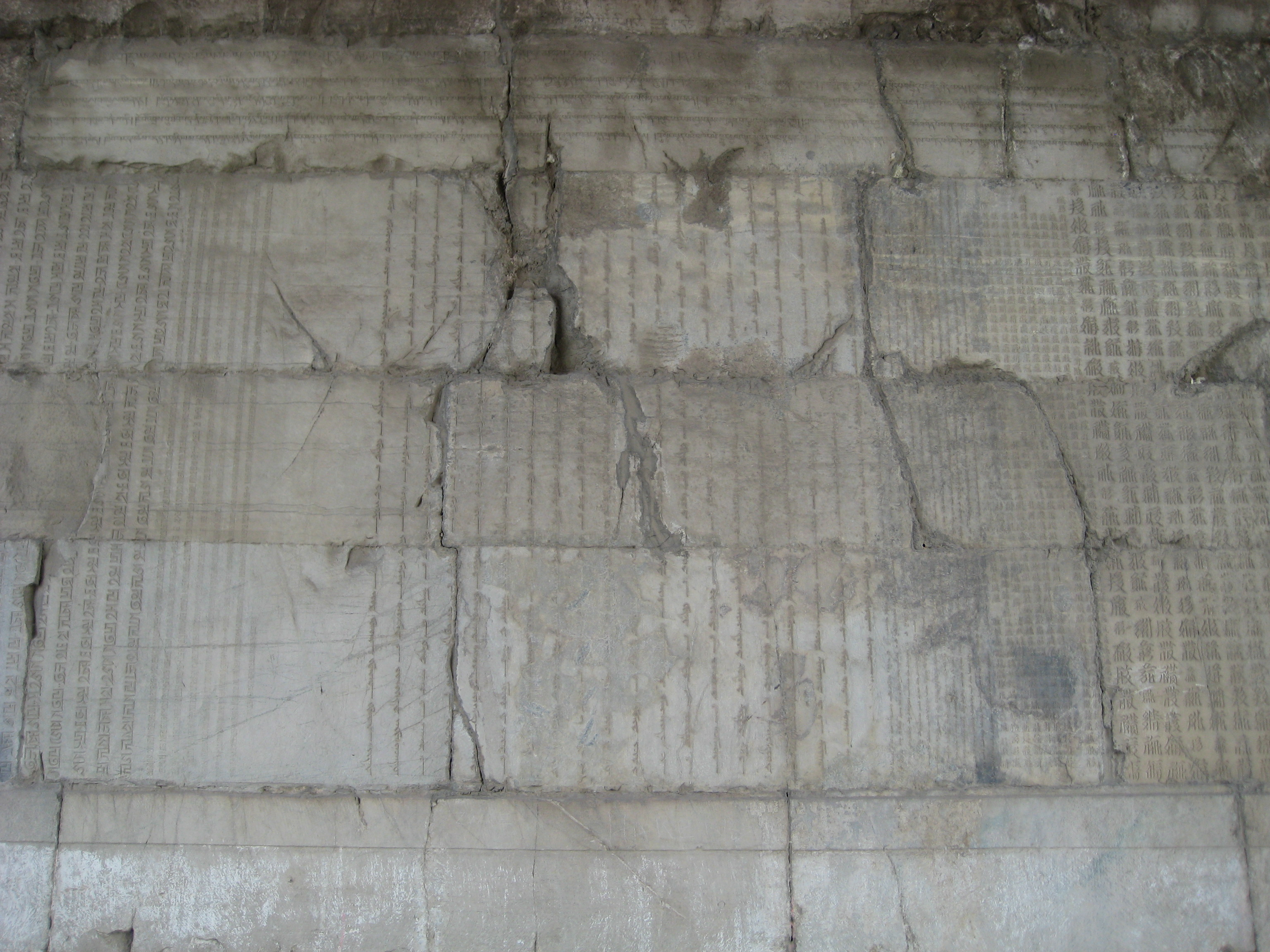
Inscripció budista de la dinastia Yuan Buddhist escrita en antic uigur al mur est de la Plataforma dels núvols al pas de Juyong
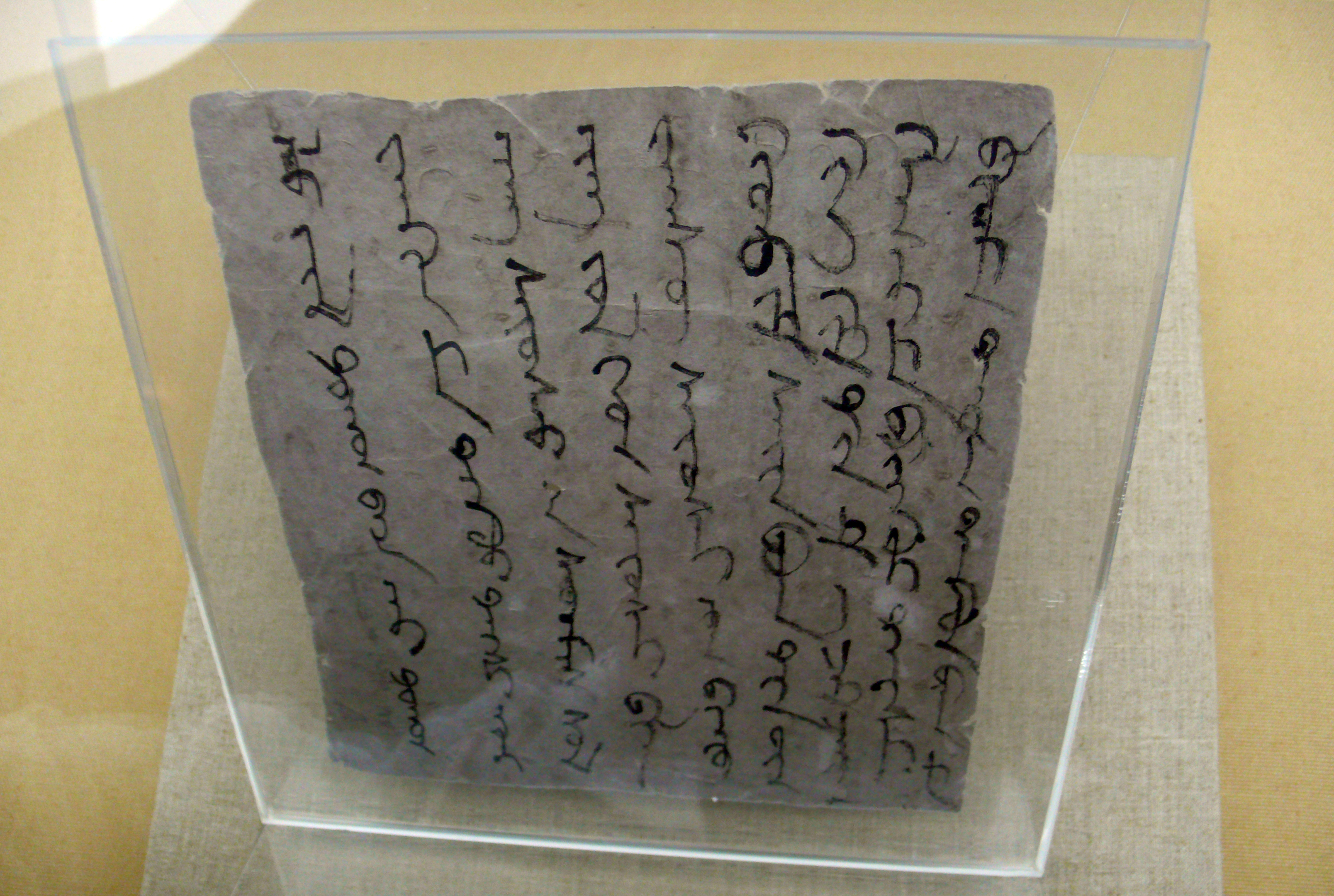
Escriptura d'esclavatge
- Escriptura de tributs